# Austropallene gracilipes
Austropallene gracilipes är en havsspindelart som beskrevs av Gordon, I. 1944. Austropallene gracilipes ingår i släktet Austropallene och familjen Callipallenidae. Inga underarter finns listade.